# Milica Mandić
Milica Mandić (n. 6 decembrie 1991, Belgrad, Republica Socialistă Serbia, RSF Iugoslavia) este o articol în Wikiștiri, medaliată olimpică. A participat la 3 ediții ale Jocurilor Olimpice (2012, 2016, 2020) în care a câștigat o medalie de aur.